# Tratado de Sèvres
El Tratado de Sèvres fue un tratado de paz entre el Imperio otomano y los países aliados de la Primera Guerra Mundial (a excepción de Rusia y Estados Unidos), firmado en Sèvres, Francia, el 10 de agosto de 1920 como parte de la partición del Imperio otomano. Sin embargo, nunca entró en vigor al no ser ratificado por las partes firmantes.
.

## Características
Este tratado dejó al Imperio otomano sin la mayor parte de sus antiguas posesiones, limitándolo a Estambul y parte de Asia Menor. En Anatolia Oriental se creó un Estado autónomo para los kurdos (Kurdistán), y varios distritos pasaron a Armenia (la República de Armenia se independizó de Rusia en 1918) para formar la Gran Armenia. Grecia recibía Tracia oriental, Imbros, Ténedos y la región de Esmirna. Se reconoció la separación de Egipto, Hiyaz y Yemen; mientras que Mosul, Palestina y Transjordania pasaron a administración británica, y Siria, Líbano y Alejandreta a administración francesa, que también recibió una zona de influencia en Cilicia. Chipre quedó para los británicos, que ya lo administraban, y Castellorizo para los italianos, con una zona de influencia en la región de Antalya. La navegación en los estrechos del Bósforo y de los Dardanelos sería libre y controlada por una comisión internacional.
Contra este tratado, aceptado por el sultán y por el gobierno otomano, se levantaron los nacionalistas, con Mustafá Kemal Atatürk al frente, que tomaron el poder y combatieron victoriosamente contra griegos y armenios, logrando retener toda Anatolia y parte de Tracia Oriental, además de poner fin a las zonas de influencia francesa e italiana, tras lo cual se firmó en 1923 el Tratado de Lausana, que anuló el Tratado de Sèvres.

## Firmantes

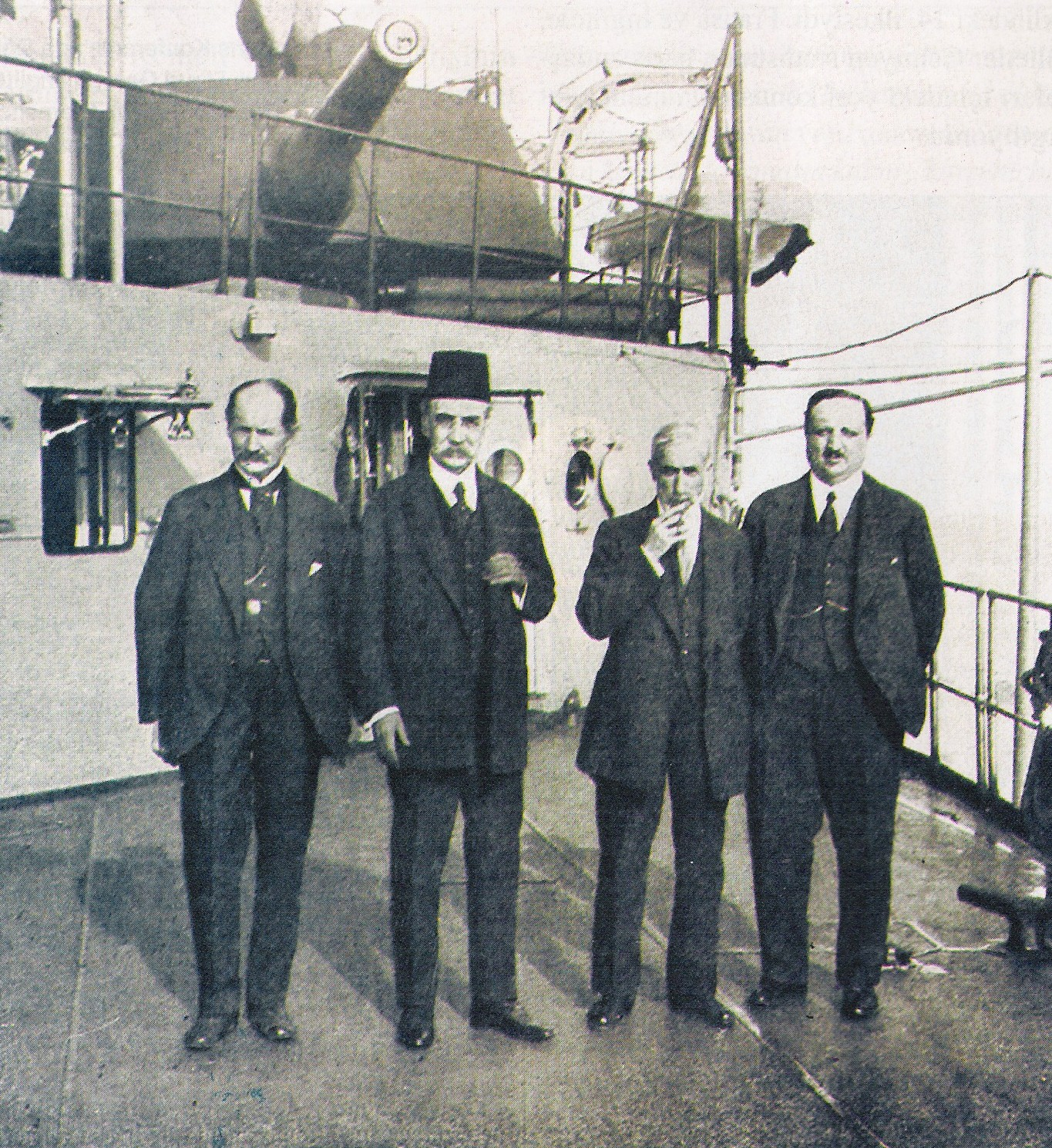
Los firmantes del Imperio otomano, de izquierda a derecha, Rıza Tevfik, el gran visir Damat Ferid Pasha, el embajador Hadi Pasha y el ministro de Educación Reşid Halis.

Los representantes firmaron el tratado en Sèvres, Francia.
El tratado tuvo cuatro firmantes otomanos: Rıza Tevfik, el gran visir Damat Ferid Pachá, el embajador Hadi Pachá y el ministro de Educación Reşid Halis, que contaron con el visto bueno del sultán Mehmet VI. El tratado no pudo ser ratificado por el Parlamento otomano, ya que este fue abolido por los británicos el 18 de marzo de 1920, durante la ocupación de Estambul.
De las principales potencias aliadas se excluyó a los Estados Unidos. Rusia también fue excluida debido a que en 1917 había firmado el Tratado de Brest-Litovsk con el Imperio alemán. Con el Tratado de Sèvres, por insistencia del gran visir Mehmet Talat, el Imperio otomano recuperaba las tierras ocupadas por Rusia en la guerra ruso-turca (1877-1878), específicamente Ardahan, Kars y Batumi. Sir George Dixon Grahame firmó por el Reino Unido, Alexandre Millerand por Francia y el conde Lelio Bonin Longare por el Reino de Italia. 
Entre las otras potencias aliadas, Grecia no aceptó la disminución de sus fronteras y nunca lo ratificó. Avetis Aharonian, el presidente de la delegación de la República Democrática de Armenia, que también firmó el Tratado de Batum el 4 de junio de 1918, firmó el presente tratado.

## Los objetivos de los vencedores
Los dirigentes de Francia, Reino Unido y los Estados Unidos declararon sus diferentes objetivos en relación con el Imperio otomano durante la conferencia de paz de París de 1919. Fue un choque para todo el mundo que el tratado dijese que los aliados aceptaban mantener el Gobierno otomano de Estambul, que seguiría siendo la capital imperial, aunque con las limitaciones recogidas en el tratado. El tratado acabó con la presencia otomana en Europa, pesadilla del cristianismo durante casi quinientos años. Las condiciones impuestas al Imperio otomano eran tan estrictas que nunca podría recuperar sus antiguos dominios.
Estados Unidos, después de que su Senado rechazase la propuesta de la Armenia wilsoniana, quería una paz permanente tan pronto como fuera posible, así como compensaciones económicas por su gasto militar.

## Términos del tratado
El tratado consolidó la partición del Imperio otomano, de acuerdo con acuerdos secretos entre las potencias aliadas.

### Reino de Hiyaz
Se le concedió reconocimiento internacional al Reino de Hiyaz, con unos 100 000 km² y una población de alrededor de 750 000 habitantes. Sus ciudades más grandes fueron los Lugares Santos del Islam, es decir, La Meca, de 80 000 habitantes, y Medina, de 40 000. Anteriormente constituían el vilayato de Hejaz, pero durante la guerra se convirtió en un reino independiente bajo la influencia británica.

### Armenia
Se reconocía a la República Democrática de Armenia como un Estado independiente. Fue su primer reconocimiento internacional. 
Armenia asumió las responsabilidades financieras a través de la transferencia de territorio.

### Imperio otomano

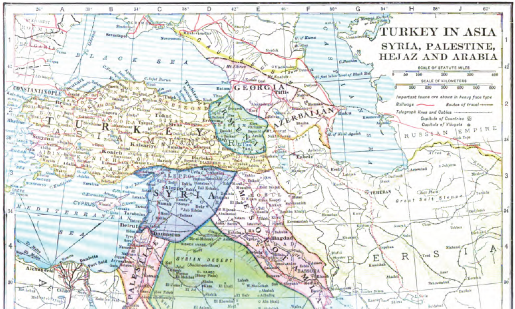
El Imperio otomano según el Tratado de Sèvres.

Los aliados querían el control de las finanzas del Imperio otomano. El control financiero se extendía a la aprobación y supervisión del presupuesto nacional, las leyes financieras, los reglamentos y el control total del Banco Imperial Otomano. El control también se extendía a las importaciones y a los derechos de exportación, y a la reorganización del sistema electoral. El Imperio otomano quedaba obligado a permitir el libre tránsito por su territorio a personas, mercancías y buques.
Las futuras decisiones sobre el sistema fiscal, el sistema aduanero, los préstamos internos y externos y las concesiones requerirían el consentimiento de la comisión financiera de las potencias aliadas. Para evitar una nueva penetración económica de Alemania, Austria, Hungría o Bulgaria, el tratado exigía que el Imperio otomano liquidara los bienes de los ciudadanos de esos países en sus territorios.

### Restricciones militares
El Ejército del Imperio otomano quedaba limitado a cincuenta mil hombres, la Armada solo podía disponer de siete buques de guerra y seis lanchas torpederas, y se le prohibía poseer fuerza aérea. 

### Ensayos internacionales

La expansión de Grecia de 1832 hasta 1920. Aparecen los territorios adjudicados a Grecia por el Tratado de Sèvres, que perdió en 1923.

El tratado requería la determinación de los responsables de los «métodos bárbaros e ilegítimos de hacer la guerra, incluidos los delitos contra las leyes y las costumbres de la guerra y los principios de humanidad». Su artículo 230 exigía al Imperio otomano «entregar a las potencias aliadas las personas cuya entrega les fuese requerida por ser responsables de las masacres cometidas durante la continuación del estado de guerra en el territorio que formaba parte de el Imperio otomano hasta el 1 de agosto de 1914». Sin embargo, el tribunal aliado fue finalmente suspendido. 

### Grecia (zona de Esmirna)
El  21 de mayo de 1919, Esmirna había sido ocupada por Grecia. El tratado establecía que Esmirna seguiría bajo la soberanía formal del Imperio otomano, pero un parlamento local se haría cargo de la administración. Si al cabo de cinco años la población pedía la incorporación a Grecia, la Liga de Naciones organizaría un plebiscito para decidir sobre la cuestión. En la práctica, esto suponía la continuidad de la administración griega sobre Esmirna; de hecho, el 30 de julio de 1922 se declararía un protectorado. 

### Francia (zona de influencia)
Francia recibió Siria y zonas limítrofes del sudeste de Anatolia, entre ellas Antep, Mardin y Urfa. Cilicia, incluida Adana, Diyarbakır y gran parte del centro y este de Anatolia hasta las ciudades de Tokat y Sivas en el norte, fue declarada zona de influencia francesa. 

### Italia (zona de influencia)

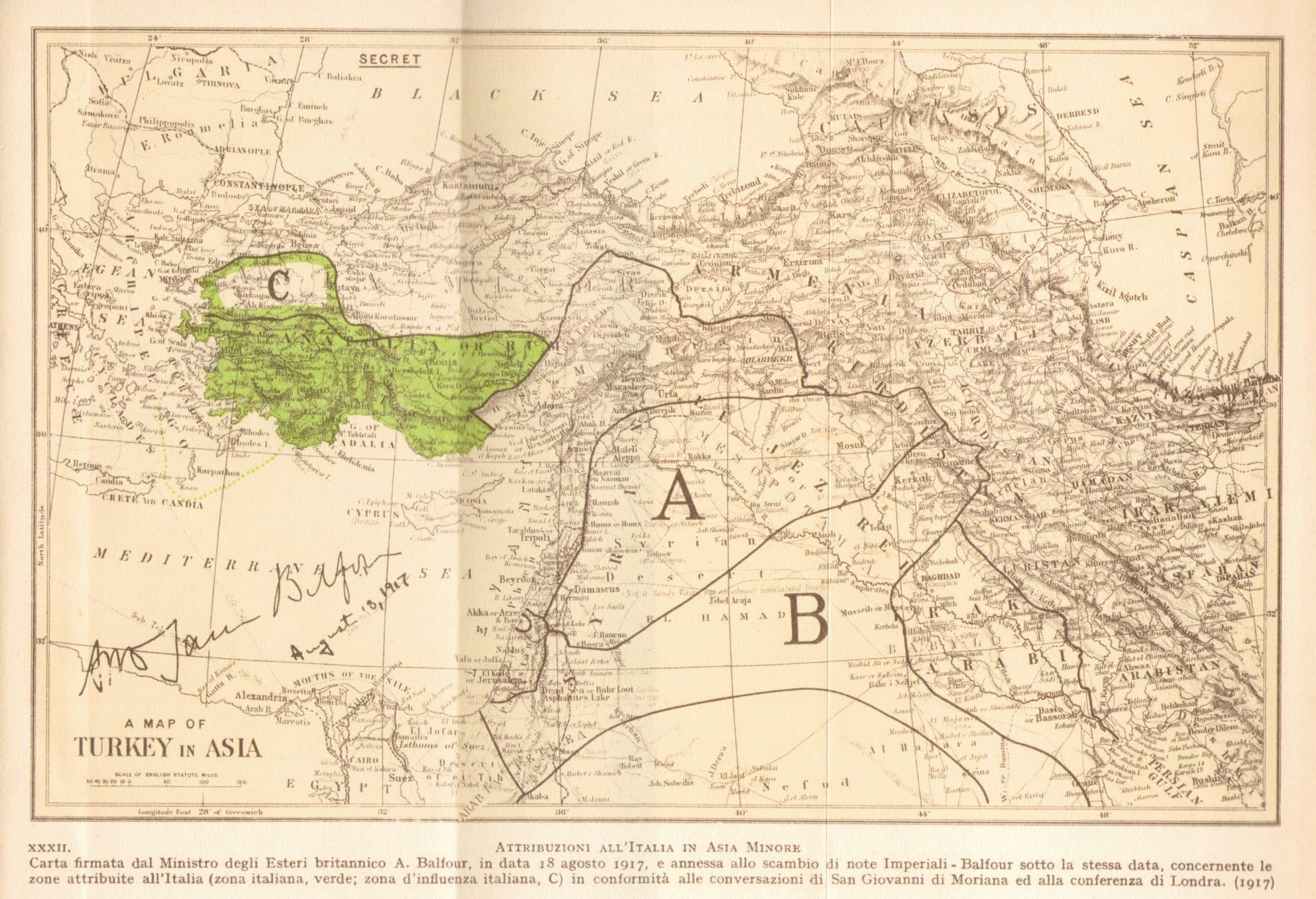
Área (en verde) originariamente asignada a Italia en 1917

Al Italia se le confirmó la posesión de las islas del Dodecaneso (ya bajo ocupación italiana desde la guerra ítalo-turca de 1911-1912, a pesar de que el Tratado de Ouchy obligaba a Italia a devolver las islas, excepto Rodas, al Imperio otomano). 
Se declaró una zona de influencia italiana de gran tamaño en el sur y el centro-oeste de Anatolia (la costa mediterránea del sur de Turquía y su interior), incluidas la ciudad portuaria de Antalya y la histórica capital selyúcida de Konya.
En discusiones de 1917 se habían asignado, de forma oficiosa, a Italia territorios alrededor de Esmirna, que luego pasaron a Grecia en 1919.

### Kurdistán

Estaba previsto celebrar un referéndum para decidir el destino del Kurdistán, de acuerdo con la sección III de los artículos 62-64, que incluía la provincia otomana de Mosul.
No hubo acuerdo sobre las fronteras kurdas, debido a la disparidad entre las zonas de asentamiento kurdo y la política y los límites administrativos de la región. Los límites del Kurdistán fueron propuestos en 1919 por Şerif Pasha, que representaba a la Sociedad para la Ascensión del Kurdistán (Kürdistan Teali Cemiyeti) en la conferencia de paz de París (1919). Fueron los siguientes:

Las fronteras del Kurdistán turco, desde un punto de vista etnográfico, empezaban en el norte en Ziven, en la frontera del Cáucaso, y continuación seguían hacia el oeste a Erzurum, Erzincan, Kemah, Arapgir, Besni y Divrik; en el sur seguía la línea desde Harrán, Tel Asfar, Erbil, Suleimaniya, Akk-el-man, Sanandaj; en el este, Ravandiz, Başkale, Vezirkale, es decir, la frontera de Persia en el monte Ararat.

Esto causó controversia entre los nacionalistas kurdos, ya que se excluía la región de Van (posiblemente, por las reclamaciones armenias sobre ella). Emin Ali Bedirhan propuso una alternativa que incluía Van y una salida al mar a través de Turquía en la actual provincia de Hatay.
Ninguna de estas propuestas fue aprobada por el Tratado de Sèvres, que trazó un truncado Kurdistán ubicado en lo que hoy es territorio de Turquía (dejando de lado a los kurdos de Irán, del Irak bajo control británico y de la Siria bajo control francés). Sin embargo, este plan nunca se aplicó, siendo que el Tratado de Sèvres aún está vigente. La actual frontera entre Irak y Turquía fue acordada en julio de 1926.

## Territorios cedidos
| Fecha             | Estados                       | Estados                       | Estados                       | Estados                       | Estados                       | Estados                       | Estados                       | Estados                       |
| ----------------- | ----------------------------- | ----------------------------- | ----------------------------- | ----------------------------- | ----------------------------- | ----------------------------- | ----------------------------- | ----------------------------- |
| 1914              | Imperio otomano 1.589.540 km² | Imperio otomano 1.589.540 km² | Imperio otomano 1.589.540 km² | Imperio otomano 1.589.540 km² | Imperio otomano 1.589.540 km² | Imperio otomano 1.589.540 km² | Imperio otomano 1.589.540 km² | Imperio otomano 1.589.540 km² |
| Tratado de Sèvres | Imperio otomano 453 000       | Armenia 160 000               | Siria 230 000                 | Palestina 120 000             | Mesopotamia 370 000           | Hejaz 260 000                 | Asir 91 000                   | Yemen 190 000                 |

### Zona de los Estrechos
Uno de los puntos más importantes del tratado era la zona de los estrechos del Bósforo y de los Dardanelos, que también incluía el mar de Mármara. Sus aguas estarían abiertas tanto en tiempos de paz como de guerra a cualquier buque mercante o militar, independientemente del pabellón bajo el que navegase. 

### Zonas francas
Algunos puertos fueron declarados de interés internacional, denominados zonas francas. Fueron: Constantinopla desde Yeşilköy a Dolmabahçe, Haydar Pashá, Esmirna, Alejandreta, Haifa, Basora, Trapisonda y Batumi.

### Tracia
Tracia fue cedida al Reino de Grecia, hasta la línea Chatalja, las islas de Imbros y Ténedos, y las islas del mar de Mármara. Sus aguas fueron declaradas internacionales y puestas bajo la administración de la «Zona de los Estrechos».

### Armenia Wilsoniana

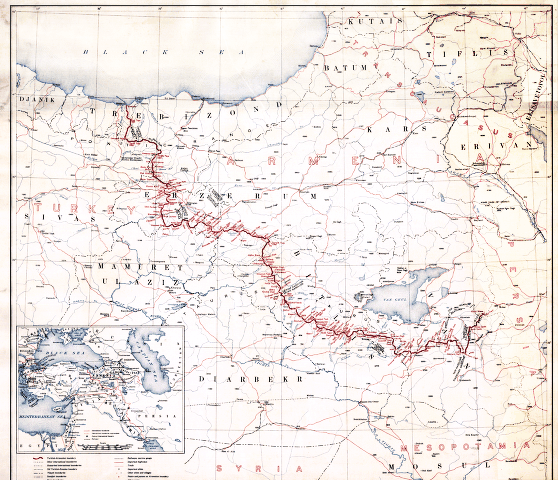
La "Armenia wilsoniana" cedida a la República Democrática de Armenia.

A Armenia se le dio una gran parte de la región, de acuerdo con las fronteras fijadas por el presidente de Estados Unidos en la llamada «Armenia wilsoniana», que incluía provincias que, tras las matanzas y el éxodo del genocidio armenio, ya no contaban con mayoría de población armenia, como la ciudad portuaria de Trapisonda, en el mar Negro. 

### Mandato británico de Mesopotamia
Los detalles con respecto al mandato británico de Irak se completaron el 25 de abril de 1920, en la conferencia de San Remo.
Los derechos de explotación del petróleo de esta región fueron cedidos a la Compañía Turca de Petróleo (TPC), que (a pesar de su nombre) estaba controlada por los británicos y que tenía concesiones en el vilayato de Mosul. En marzo de 1925, la compañía cambió su nombre por el de Compañía Iraquí de Petróleo (IPC), a la que se le otorgaron todos los derechos por un período de setenta y cinco años. 

### Mandato británico de Palestina
En el Tratado de Sèvres, el mandato británico de Palestina abarcaba los territorios actuales de Jordania, Palestina.

### Mandato francés de Siria
Tras la conferencia de San Remo y la derrota del rey Faisal en su monarquía de corta duración en Siria, el general francés Henri Gouraud subdividió el mandato de Siria en seis estados: Damasco (1920), Alepo (1920), Alauita (1920), Drucia (1921), la comunidad autónoma de Alejandreta (1921) (hoy en día Hatay) y el Estado del Gran Líbano (1920), que más tarde se convertiría en el actual Líbano.
Faisal ibn Husayn, que había sido proclamado rey de Siria por un congreso nacional sirio en Damasco en marzo de 1920, fue expulsado por los franceses en julio del mismo año, tras la batalla de Maysalun.

## Reacción al Tratado de Sèvres
Mientras se negociaba el tratado, el movimiento nacional turco dirigido por Mustafá Kemal Atatürk rompió con el sultán de Constantinopla y en abril de 1920 estableció una Gran Asamblea Nacional turca en Ankara. 
En el transcurso de la guerra de Independencia turca, los turcos resistieron con éxito a las fuerzas de ocupación griegas, armenias y francesas, garantizándose un territorio similar a la actual Turquía, a excepción de la provincia de Hatay. 
El movimiento nacional turco desarrolló sus propias relaciones internacionales, con el Tratado de Moscú de amistad con la Rusia bolchevique, el acuerdo de Ankara con Francia (que puso fin a la guerra franco-turca), el Tratado de Gümrü con Armenia (que puso fin a la guerra con este país) y el Tratado de Kars (que fijó las fronteras entre Turquía y las repúblicas soviéticas del Cáucaso). 
Estos acontecimientos obligaron a los antiguos aliados de la Primera Guerra Mundial a volver a la mesa de negociaciones con los turcos en 1923 y negociar el Tratado de Lausana, que no sustituyó al de Sèvres pues sigue vigente. Tras el Tratado de Lausana, Turquía recuperó gran parte del territorio en Anatolia y Tracia.